# Peter Kohlgraf
Peter Kohlgraf (Colonia; 21 de marzo de 1967) es un obispo católico, filósofo, profesor y teólogo alemán.

## Biografía
Peter Kohlgraf nació el día 21 de marzo del año 1967 en la ciudad alemana de Colonia, que está situada en el Estado Federado de Renania del Norte-Westfalia.
Su padre trabajaba como albañil y su madre trabajaba como enfermera.
Se diplomó en educación secundaria por la escuela Dreikönigsgymnasium de su ciudad natal y acto seguido pasó a estudiar Filosofía y Teología por la Universidad de Bonn.
También durante un semestre estuvo en Austria para estudiar en la Universidad de Salzburgo. Finalmente se graduó en 1991.
El 18 de junio de 1993 fue ordenado sacerdote en la Catedral de Colonia por el entonces cardenal-arzobispo metropolitano, Joachim Meisner.
Tras su ordenación sacerdotal inició su ministerio como vicario parroquial de la localidad de Euskirchen.
A los tres decidió continuar con sus estudios en la Universidad de Bonn, donde en el 2000 recibió un doctorado en Teología, con una tesis titulada "La eclesiología de los efesios en la interpretación de Juan Crisóstomo" que fue realizada con la ayuda del historiador Ernst Dassmann. Al mismo tiempo que estudiaba se desempeñó como Capellán y profesor de religión en la escuela "Kardinal-Frings-Gymnasium" de Bonn y como Capellán de la Juventud Estudiante Católica.
A partir de 2003 pasó a trabajar como asistente del Colegio Albertinum de Bonn y también desde 2006 hasta 2008 fue profesor suplente de Pedagogía Religiosa en la Universidad de Münster. En el departamento de educación religiosa de esta universidad obtuvo una titulación teológica, con una tesis titulada "Fe en la conversación. La búsqueda de la identidad cristiana y la relevancia en la teología del Papa de Alejandría. Un modelo para la práctica de hoy y un esfuerzo teológico" que fue realizada con la ayuda del teólogo Udo Friedrich Schmälzle.
En 2009 pasó a ser profesor de religión y Capellán en la escuela Gymnasium Marienberg de Neuss y en 2013 pasó a ser profesor de Teología Pastoral en la Escuela Superior Católica de Maguncia, al mismo tiempo que seguida desempañaba su ministerio como sacerdote colaborador en la unidad pastoral de Wörrstadt, Hesse Renano de la diócesis de Maguncia. Durante esta época estuvo residiendo en la pequeña localidad de Partenheim.

## Episcopado

### Obispo de Maguncia
El 18 de abril de 2017, el Papa Francisco le nombró como nuevo Obispo de la diócesis de Maguncia, en sucesión del Cardenal Karl Lehmann que renunció tras alcanzar el límite de edad para la jubilación canónica.
Tras su nombramiento, el 8 de agosto de ese mismo año prestó juramento sobre las Constituciones de Renania-Palatinado y Hesse, en presencia de la ministra-presidenta Malu Dreyer y el ministro-presidente Volker Bouffier, de conformidad con el artículo 16 del concordato. Su predecesor este cargo, otros representantes de la Iglesia y muchos miembros del Gabinete también estuvieron presentes.
Luego el día 27 del mismo mes recibió la consagración episcopal en la Catedral de Maguncia, a manos de su predecesor y teniendo como co-consagradores al Arzobispo de Friburgo, Stephan Burger y al Cardenal-Arzobispo Metropolitano de Colonia, Rainer Maria Woelki.
Durante esta misma celebración ya tomó posesión oficial de la diócesis y se convirtió en el sucesor número 88 de San Bonifacio.
Dentro de la Conferencia Episcopal de Alemania es miembro de la comisión para el matrimonio y la familia y de la comisión para la educación y las escuelas.
También forma parte de la fraternidad católica KDStV Staufia Bonn.

## Obras
- Die Ekklesiologie des Epheserbriefes in der Auslegung durch Johannes Chrysostomus. Eine Untersuchung zur Wirkungsgeschichte paulinischer Theologie (= Hereditas, Band 19), Borengässer, Bonn / Alfter 2001, ISBN 3-923946-53-8 (Dissertation Universität Bonn 2000, XII, 405 Seien, 23 cm).
- Glaube im Gespräch. Die Suche nach Identität und Relevanz in der alexandrinischen Vätertheologie – ein Modell für praktisch-theologisches Bemühen heute? Lit, Berlín 2011, ISBN 978-3-643-11124-1.
- Nur eine dienende Kirche dient der Welt. Yves Congars Beitrag für eine glaubwürdige Kirche. 2. Auflage, Matthias Grünewald, Ostfildern 2015, ISBN 978-3-7867-3036-1.